# Le Dernier Héros
Cet article traite du roman de Terry Pratchett. Pour le film de Paul Verhoeven sorti en 1977, voir Le Choix du destin.
Le Dernier Héros (titre original : The Last Hero) est le vingt-troisième (vingt-septième dans la série originale qui comptabilise également les livres pour enfants) livre des Annales du Disque-monde de l'écrivain anglais Terry Pratchett, publié en 2001 puis traduit de l'anglais par Patrick Couton.
Il est publié dans un plus grand format que les autres romans du disque monde, et illustré à chaque page par Paul Kidby.
L'histoire met en scène beaucoup des héros du Disque-monde avec Rincevent, le capitaine Carotte Fondeurenfersson, Léonard de Quirm, Cohen le barbare et la Horde d'argent, le Patricien Havelock Vétérini, les mages de l'Université de l'Invisible, La Mort et la plupart des Dieux. 
Afin de sauver le monde, une partie des héros menés par Rincevent va devoir trouver les Dieux en haut de Cori Celesti, la demeure des Dieux tandis que Cohen et son groupe y vont pour rendre aux dieux ce qui leur a été volé (avec les intérêts).